# 52e bataillon de chasseurs alpins
Le 52e bataillon de chasseurs alpins (52e BCA) est une unité militaire dissoute de l'infanterie alpine française (chasseurs alpins) qui participa notamment à la Première Guerre mondiale.

## Création et dénominations
- 1914 : création du 52e bataillon alpin de chasseurs à pied (52e BACP),
- 1916 : devient le 52e bataillon de chasseurs alpins (52e BCA),
- 1919 : dissolution du bataillon.

## Historique des garnisons, campagnes et batailles

### Première Guerre mondiale
Mobilisé à Embrun, c'est le bataillon de réserve du 12e BCA (son numéro d'ordre est obtenu en ajoutant 40 au numéro de son bataillon d'origine).

#### Rattachements successifs
Le 52e BCA est mobilisé à Embrun au sein de la 127e brigade de la 64e division d'infanterie. Il est ensuite affecté à la 66e division d'infanterie puis en janvier 1915 et ce jusqu'à la fin de la guerre à la 47e division d'infanterie.

#### 1915
De février à juillet il participe à la bataille du Reichsackerkopf.
- Août 1915 : bataille du Linge

### Insigne
Il n'existe pas d'insigne pour le 52e BCA.

### Drapeau
Comme tous les autres bataillons et groupes de chasseurs, le 52e BCA ne dispose pas d'un drapeau propre. (Voir le drapeau des chasseurs).

### Décorations
Le 52e BCA reçoit la fourragère aux couleurs du ruban de la Croix de guerre le 28 septembre 1918.

## Sources et bibliographie
- Bataillon de chasseurs durant la grande guerre.
- Historique résumé du 52e bataillon de chasseurs alpins, Limoges, Impr.-libr.-éditeurs Charles-Lavauzelle et Cie, 1921, 55 p., lire en ligne sur Gallica.